# Ouratea laevigata
Ouratea laevigata là một loài thực vật có hoa trong họ Ochnaceae. Loài này được (Vahl) Baill. mô tả khoa học đầu tiên năm 1886.